# 마르스 3호
마르스 3호(러시아어: Марс-3, 영어: Mars 3)는 1971년 5월 28일에 발사된 소련의 화성 탐사선이다. 화성 착륙 도중 20초간 빈 화면을 전송한 뒤 교신이 끊겨 실패하였다.

## 같이 보기
- 우주 탐사